# Hasang
Hasang is een bestuurslaag in het regentschap Labuhan Batu Utara van de provincie Noord-Sumatra, Indonesië. Hasang telt 1956 inwoners (volkstelling 2010).